# Talbot megye (Maryland)
Talbot megye az Amerikai Egyesült Államokban, azon belül Maryland államban található. Megyeszékhelye és legnagyobb városa Easton. Lakosainak száma 37 526 fő (2020. április 1.). Talbot megye Queen Anne’s, Caroline, Dorchester, Anne Arundel és Calvert megyékkel határos.

## Népesség
A megye népességének változása:
| Lakosok száma | 37 863 | 37 967 | 38 040 | 37 931 | 37 512 | 37 526 |
|               | 2010   | 2011   | 2012   | 2013   | 2015   | 2020   |